# Pristimantis orestes
Espèce
Synonymes
- Eleutherodactylus orestes Lynch, 1979

Statut de conservation UICN

 EN B1ab(iii) : En danger
Pristimantis orestes est une espèce d'amphibiens de la famille des Craugastoridae.

## Répartition
Cette espèce est endémique du Sud de l'Équateur. Elle se rencontre dans les provinces de Loja, de Zamora-Chinchipe, d'Azuay et de Morona-Santiago entre 2 720 et 3 120 m d'altitude dans la cordillère Orientale.

## Description
Le mâle mesure 19,8 mm et les femelles de 18,1 à 27,2 mm

## Publication originale
- Lynch, 1979 : Leptodactylid frogs of the genus Eleutherodactylus from the Andes of southern Ecuador. Miscellaneous Publication, Museum of Natural History, University of Kansas, no 66, p. 1-62 (texte intégral).